# 豊田市藤岡民俗資料館
豊田市藤岡民俗資料館（とよたしふじおかみんぞくしりょうかん）は、愛知県豊田市藤岡飯野町井ノ脇401にある民俗資料館。
旧西加茂郡藤岡町の中心地に位置する。藤岡町立藤岡中学校の特別教室棟を転用しており、建物は「豊田市藤岡民俗資料館（旧藤岡中学校特別教室棟）」の名称で登録有形文化財。豊田市藤岡交流館、藤岡体育センター、豊田市藤岡中央児童館 などとともに藤岡コミュニティ広場を構成する施設である。1981年（昭和56年）3月開館。2025年（令和7年）3月30日に閉館した。

## 歴史

### 藤岡中学校特別教室棟
1954年（昭和29年）、西加茂郡藤岡村の藤岡村立藤岡中学校に、理科室・調理室・裁縫室を有する特別教室棟として建てられた。当時の西加茂郡では充実した特別教室棟であり、藤岡村における「村の誇り」とされていたほか、青年学校、社会学級、婦人会講習、一般教養講習などにも利用された。
宅地化の進行による生徒数の増加に伴って、1975年（昭和50年）には藤岡村飯野から藤岡村木瀬に校地を移転した。1978年（昭和53年）4月1日には藤岡村が町制施行して藤岡町が発足し、藤岡町立藤岡中学校に改称した。

### 民俗資料館の開館
藤岡中学校の特別教室棟だった建物は、1981年（昭和56年）に増築されて藤岡町民俗資料館に転用された。調理室が第1展示室、準備室画題に展示室、理科室が第3展示室となっている。かつて藤岡町は陶土の製粉が盛んであり、1982年（昭和57年）には町内にあったトロミル水車が藤岡町民俗資料館に移築された。最盛期の藤岡町には700を超える水車があったとされる。
1996年（平成8年）の改修工事の際には外壁がモルタル塗りに変更された。2005年（平成17年）4月1日、藤岡町を含む6町村が豊田市に編入合併され、豊田市藤岡民俗資料館に改称した。2014年（平成26年）の改修工事の際には外壁がモルタル塗りから下見板張に戻された。
2017年（平成29年）5月2日、登録有形文化財に登録された。登録基準は「国土の歴史的景観に寄与しているもの」。戦後の木造学校建築の代表例とされ、教育史および建築史において価値があるとされる。豊田市では18件目の登録有形文化財である。
2025年（令和7年）3月30日に閉館した。

## 建築

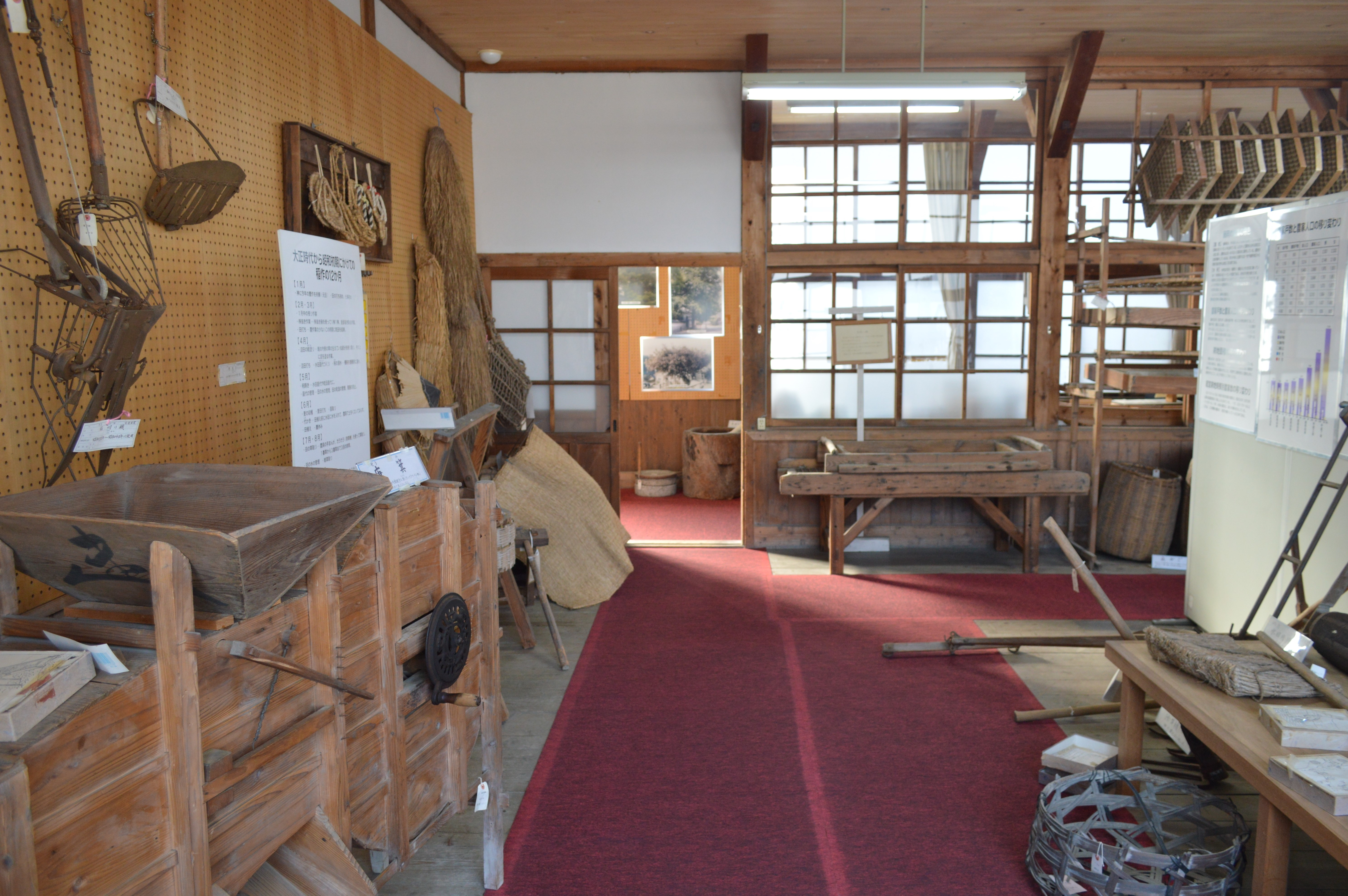
民俗資料

木造平屋建、切妻造、桟瓦葺。桁行は20間、梁間は5間である。小屋組はキングポストトラスであり、柱と梁の接合部には方杖を有する。建築面積342平方メートル。外壁は黒く塗られた下見板張である。
北側から理科室、理科準備室、調理室、裁縫室の順に並び、教室の西側に幅1間の片廊下が付いている。廊下の北端に昇降口の土間があり、かつては藤岡中学校の本校舎と渡り廊下で接続していた。南側の玄関部分は資料館転用時の増築部である。

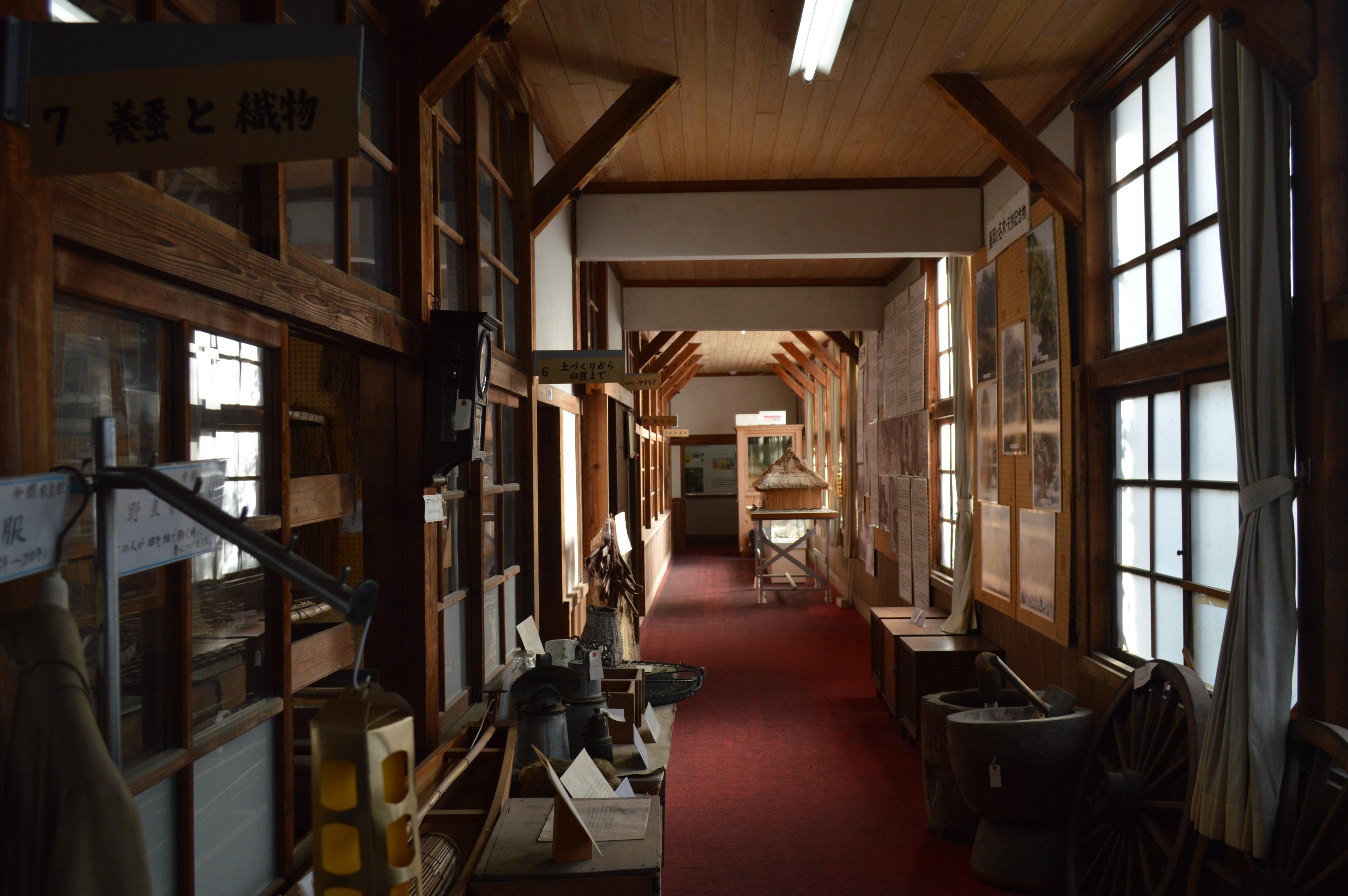
方杖を有する廊下

## 利用案内(現在は閉館)
- 所在地：愛知県豊田市藤岡飯野町井ノ脇401
- アクセス：とよたおいでんバス「飯野」または「藤岡支所」から徒歩5分
- 開館時間：9時～17時
- 休館日：月曜日、年末年始